# غموضية جديدة

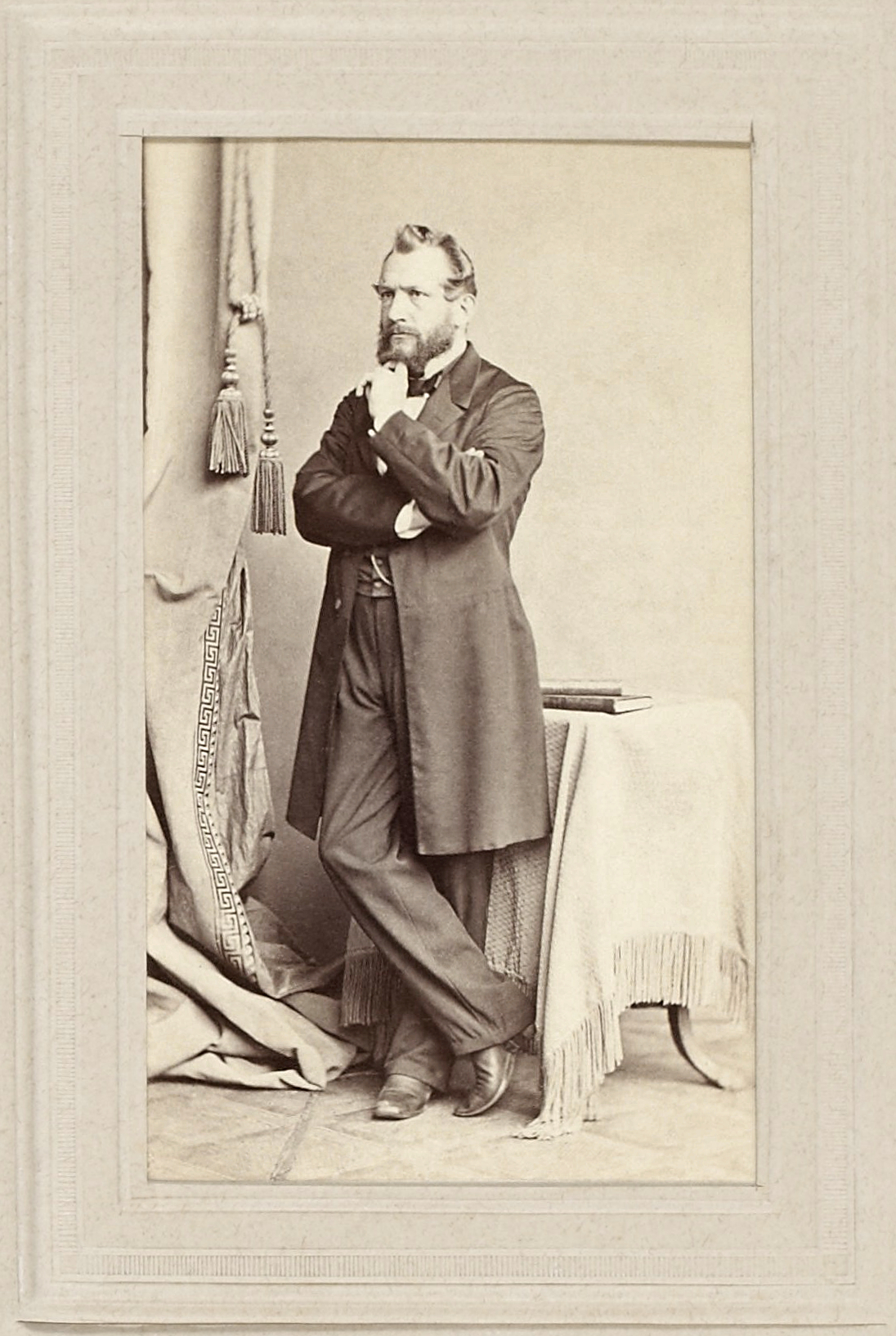

الغموضية الجديدة (New mysterianism) هي رأي فلسفي فيما يخص مسألة العقل - الجسد في فلسفة العقل والذي يقول بأن تلك المسألة غير قابلة للحل وللتفسير في ضوء المعرفة البشرية. تقول الغموضية الجديدة أن المشكلة غير القابلة للحل هي كيف يمكن أن تفسر وجود الكيفيات المحسوسة (الكواليا)، والتجارب الذاتية والواعية.
ضمن مدارس فلسفة العقل المتعددة، يمكن تصنيف الغموضية الجديدة على أنها شكل من أشكال الفيزيائية اللااختزالية. يعد كولين ماكغين من أشهر المدافعين عن هذه النظرية، بالإضافة إلى توماس ناغل. هناك أشكال أخرى أكثر اعتدالاً من الغموضية الجديدة تقول أن مسألة الوعي غير قابلة للحل حالياً، ولكن يمكن أن يتوفر حل لها مع تطور العلوم في المستقبل.

## اقرأ أيضاً
- غموضية
- كولين ماكغين
- توماس ناغل